# Sounds of the Season: The Enya Holiday Collection
Sounds of the Season: The Enya Collection er den fjerde EP af den irske sanger, sangskriver og musiker Enya. Den blev udgivet d. 28. november 2006 udelukkende i USA i Target store af Rhino Custom Products og NBC Universal. EP'en er en samling af seks julesange, hvoraf fire var inkluderet på en Special Christmas Edition af Enyas sjette studiealbum, Amarantine (2005). Den blev omdøbt til Christmas Secrets EP i en udgave med fire numre, som blev udgivet i Canada af Warner Bros. og Warner Music Canada.

## Spor
Alt musik er af Enya; alle tekster er skrevet af Roma Ryan; alle numre er produceret af Nicky Ryan (bortset fra spor 2, 4 og 5 der er komponeret af Enya og Roma Ryan og spor 1, 3, og 6 der er traditionelle numre arrangeret af Enya og Nicky Ryan).

### Sounds of the Season: The Enya Collection
1. "Adeste Fidelis (O Come All Ye Faithful)"
2. "The Magic of The Night"
3. "We Wish You a Merry Christmas"
4. "Christmas Secrets"
5. "Amid the Falling Snow"
6. "Oíche Chiúin (Silent Night)"

### Christmas Secrets EP
1. "Adeste Fidelis (O Come All Ye Faithful)"
2. "The Magic of the Night"
3. "We Wish You a Merry Christmas"
4. "Christmas Secrets"

## Personel
- Enya – musik og arrangement

Produktion
- Nicky Ryan – arrangement, engineer, mix, producer
- Roma Ryan – komponist, tekster
- Daniel Polley – digital tekniker
- Dick Beetham – mastering
- Simon Fowler – fotografi
- Shelli Hill – executive producer for NBC Universal
- Sue Peterson – executive producer for Target Corporation
- Mithra Emami – executive producer for Warner Music Group